# Cantone di Plouha
Il Cantone di Plouha è una divisione amministrativa dell'Arrondissement di Saint-Brieuc e dell'Arrondissement di Guingamp.
A seguito della riforma approvata con decreto del 13 febbraio 2014, che ha avuto attuazione dopo le elezioni dipartimentali del 2015, è passato da 5 a 18 comuni.

## Composizione
I 5 comuni facenti parte prima della riforma del 2014 erano:
- Lanleff
- Lanloup
- Pléhédel
- Plouha
- Pludual

Dal 2015 i comuni appartenenti al cantone sono diventati 18, ridottisi poi ai seguenti 17 dal 1º marzo 2016 per la fusione dei comuni di Binic ed Étables-sur-Mer:
- Binic-Étables-sur-Mer
- Le Faouët
- Gommenec'h
- Lannebert
- Lantic
- Lanvollon
- Pléguien
- Plouha
- Plourhan
- Pludual
- Saint-Gilles-les-Bois
- Saint-Quay-Portrieux
- Tréguidel
- Tréméven
- Tressignaux
- Tréveneuc
- Trévérec